# Obca siła
Obca siła (fr. Le brasier) – francuski dramat filmowy z 1991 roku w reżyserii Érica Barbiera. 

## Opis fabuły
Lata 30. XX wieku. W zagłębiu węglowym północnej Francji dochodzi do napięć pomiędzy górnikami francuskimi i polskimi. Victor, syn polskich emigrantów, zakochuje się we Francuzce Alice. Oboje próbują ukryć swój związek.

## Obsada
- Jean-Marc Barr : Victor Pawlak
- Maruschka Detmers : Alice
- Thierry Fortineau : Emile
- François Hadji-Lazaro : Gros
- Serge Merlin : Betaix
- Tolsty : Piotr Pawlak
- Jean-Paul Roussillon : Dalmas
- Dominique Didry : Octave Garnier
- Elżbieta Karkoszka : Maria
- Bogusława Schubert : Krystyna
- Artur Dziurman : Paul

## Plenery
- Belgia: Marchienne-au-Pont - dzielnica miasta Charleroi;
- Francja: Saint-Étienne (departament Loara) i Tourcoing (departament Nord);
- Polska: Lipiny - dzielnica Świętochłowic.